# 294-я истребительная авиационная дивизия
294-я истребительная авиационная Полтавско-Александрийская дивизия (294-я иад) — соединение Военно-Воздушных сил (ВВС) Вооружённых Сил РККА, принимавшее участие в боевых действиях Великой Отечественной войны.

## Наименования дивизии
- 294-я истребительная авиационная дивизия;
- 294-я истребительная авиационная Полтавская дивизия;
- 294-я истребительная авиационная Полтавско-Александрийская дивизия;
- 13-я гвардейская истребительная авиационная Полтавско-Александрийская дивизия;
- 13-я гвардейская истребительная авиационная Полтавско-Александрийская Краснознамённая дивизия;
- 13-я гвардейская истребительная авиационная Полтавско-Александрийская Краснознамённая ордена Кутузова  дивизия;
- Полевая почта 55674.

## Создание дивизии
294-я истребительная авиационная дивизия сформирована 01 сентября 1942 года на основании Приказа НКО СССР

## Переформирование дивизии
Приказом НКО СССР 2 июля 1944 года за образцовое выполнение заданий командования и проявленные при этом мужество и героизм 294-я Полтавско-Александрийская истребительная авиационная дивизия переименована в 13-ю гвардейскую Полтавско-Александрийскую истребительную авиационную дивизию.

## В действующей армии
В составе действующей армии:
- с 13 марта 1943 года по 01 июля 1944 года, всего 476 дней

## Командир дивизии
- Подполковник, полковник Сухорябов Владимир Викентьевич[4]. Период нахождения в должности: с конца июля 1942 года по 27 июля 1943 года
- Герой Советского Союза подполковник, полковник Тараненко Иван Андреевич[5]. Период нахождения в должности: с 27 июля 1943 года по 2 июля 1944 года

## В составе объединений
| Дата            | Фронт (округ)                        | Армия               | Корпус                                            | Примечания |
| --------------- | ------------------------------------ | ------------------- | ------------------------------------------------- | ---------- |
| 01.09.1942 года | Закавказский фронт                   | ВВС фронта          |                                                   | Ереван     |
| 01.11.1942 года | Резерв Верховного Главнокомандования |                     |                                                   | -          |
| 31.12.1942 года | Резерв Верховного Главнокомандования |                     | 4-й истребительный авиационный корпус             | -          |
| 11.03.1943 года | Воронежский фронт                    | 2-я воздушная армия | 4-й истребительный авиационный корпус             | -          |
| 19.07.1943 года | Степной фронт                        | 5-я воздушная армия | 4-й истребительный авиационный корпус             | -          |
| 20.10.1943 года | 2-й Украинский фронт                 | 5-я воздушная армия | 4-й истребительный авиационный корпус             | -          |
| 02.07.1944 года | 2-й Украинский фронт                 | 5-я воздушная армия | 3-й гвардейский истребительный авиационный корпус | -          |

## Части и отдельные подразделения дивизии
За весь период своего существования боевой состав дивизии претерпевал изменения, в различное время в её состав входили полки:
| Период                  | Наименование                          |
| ----------------------- | ------------------------------------- |
| 02.01.1943 — 02.07.1944 | 6-й истребительный авиационный полк   |
| 14.01.1943 — 02.07.1944 | 183-й истребительный авиационный полк |
| 07.05.1943 — 02.07.1944 | 427-й истребительный авиационный полк |
| 10.07.1943 — 01.03.1944 | 515-й истребительный авиационный полк |
| 11.02.1943 — 03.03.1943 | 519-й истребительный авиационный полк |
| 02.09.1942 — 19.11.1942 | 977-й истребительный авиационный полк |

## Участие в операциях и битвах
- Организация ПВО района участка железной дороги Насосная — Махачкала — с августа 1942 года по 01 октября 1942 года
- Организация ПВО района участка железной дороги Клин — Дмитров — Химки, с 01 октября 1942 года по 01 января 1943 года
- Харьковская наступательная операция — с 19 февраля 1943 года по 14 марта 1943 года.
- Харьковская оборонительная операция — с 4 марта 1943 года по 25 марта 1943 года.
- Курская стратегическая оборонительная операция — с 5 июля 1943 года по 12 июля 1943 года.
- Белгородско-Харьковская операция — с 3 августа 1943 года по 23 августа 1943 года.
- Черниговско-Полтавская операция — с 26 августа 1943 года по 30 сентября 1943 года.
- Кировоградская операция — с 5 января 1944 года по 16 января 1944 года.
- Корсунь-Шевченковская операция — с 24 января 1944 года по 17 февраля 1944 года.
- Уманско-Ботошанская операция — с 5 марта 1944 года по 17 апреля 1944 года

## Почётные наименования
- 294-й истребительной авиационной дивизии присвоено почётное наименование «Полтавская»[7]
- 294-й истребительной авиационной Полтавской дивизии присвоено почётное наименование «Александрийская»[8]

## Благодарности Верховного Главнокомандующего
Верховным Главнокомандующим дивизии объявлены благодарности:
- За овладение областным центром Украины городом Полтава — мощным узлом обороны немцев на Левобережной Украине[9]
- За овладение городом Александрия[8]
- За прорыв обороны противника, овладение городами Дорохой и Ботошаны, за форсирование реки Прут[10]

## Герои Советского Союза
- Зотов Матвей Иванович, майор, штурман 427-го истребительного авиационного полка 294-й истребительной авиационной дивизии 4-го истребительного авиационного корпуса 2-й воздушной армии 28 сентября 1943 года удостоен звания Герой Советского Союза. Золотая Звезда № 1097
- Иванов Василий Митрофанович, младший лейтенант, командир звена 427-го истребительного авиационного полка 294-й истребительной авиационной дивизии 4-го истребительного авиационного корпуса 5-й воздушной армии 4 февраля 1944 года удостоен звания Герой Советского Союза. Золотая Звезда № 1474
- Кирия Шалва Несторович, майор, штурман 427-го истребительного авиационного полка 294-й истребительной авиационной дивизии 4-го истребительного авиационного корпуса 5-й воздушной армии 26 октября 1944 года удостоен звания Герой Советского Союза. Золотая Звезда № 2270
- Леонов Николай Иванович, старший лейтенант, командир эскадрильи 183-го истребительного авиационного полка 294-й истребительной авиационной дивизии 4-го истребительного авиационного корпуса 5-й воздушной армии 13 апреля 1944 года удостоен звания Герой Советского Союза. Золотая Звезда № 1450
- Юдин Алексей Сергеевич, капитан, командир эскадрильи 183-го истребительного авиационного полка 294-й истребительной авиационной дивизии 4-го истребительного авиационного корпуса 2-й воздушной армии 28 сентября 1943 года удостоен звания Герой Советского Союза. Посмертно